# Lost World Order
Lost World Order ist eine Thrash-Metal-Band aus Bielefeld.

## Geschichte

### Spectre Dragon
Die Band entstand im Jahre 1990 unter dem Namen Spectre Dragon. Unter diesem Namen veröffentlichte die Band zunächst vier Demos, die musikalisch eher im Bereich des Heavy bzw. Speed Metal zu finden waren und von Fantasy beeinflusste Texte hatten. Nach dem Ausstieg des Sängers im Jahre 1999 übernahm der Gitarrist Mat auch den Gesang, während die Band musikalisch immer härter wurde. Im Jahre 2002 erschien über Housemaster Records das Debütalbum Under Hell’s Command. Drei Jahre später folgte das Album Beyond Creation, mit dem Spectre Dragon sich dem Thrash Metal zugewandt hatten. Die Musiker waren zu dieser Zeit nicht mehr mit dem Bandnamen zufrieden, weil er ihrer Meinung nach nicht mehr zur Musik passte. Es wurde ein neuer Name gesucht, der laut Sänger Mat nach Metal klingen und eine Botschaft herüberbringen, die die Texte und Musik der Band mit sich bringt. So wurden im Jahre 2007 aus Spectre Dragon Lost World Order.

### Lost World Order
Ein Jahr später veröffentlichte die Band ihr erstes Album unter dem neuen Namen mit dem Titel This Apparatus Must Be Earthed! über Musicaz Records. Es folgte eine Tournee mit Cripper und Hatred. Ein Jahr später begann die Band mit einer Trilogie über das Thema Endzeit. Das erste Album Marauders erschien im Eigenverlag und wurde von Jörg Uken produziert. Thematisch behandelt das Album die Folgen eines fiktiven Dritten Weltkrieges, bei dem die Menschheit niederging und versucht, eine neue Zivilisation zu etablieren. Die Band verglich das Konzept mit Spielfilmen wie Mad Max oder Land of the Dead. Der zweite Teil Parasites folgte dann im Jahre 2012 und erschien bei Good Damn Records. Die Band hatte dabei das Pech, dass die Vertriebsfirma zwei Wochen nach der Veröffentlichung in die Insolvenz ging.
Zwischenzeitlich hatten alle Musiker von Lost World Order die Band Eïs verlassen. Sänger Mat, Bassist McZ und Schlagzeuger Draconiz gründeten daraufhin die Band Powergame. Lost World Order hingegen schlossen ihre Trilogie durch das insgesamt vierte Studioalbum Tyrants ab, dass im Jahre 2016 bei Ragnarök Records erschien. Als Gastmusiker sind auf dem Album Jens Finger und Bernd Reiners von der Band Slaughterday zu hören. Inhaltlich wird das Konzept dahingehend beendet, als das die letzten überlebenden Menschen sich auf den Schlachtfeldern treffen und sich weiter bekämpfen, bis niemand mehr überlebt.

## Stil
Während Spectre Dragon noch eher klassischen Heavy Metal bzw. Speed Metal spielte entwickelten sich Lost World Order zu einer Thrash-Metal-Band. In den Texten geht es um Krieg und soziale Probleme. Patrick Schmidt vom deutschen Magazin Rock Hard empfahl das Album Tyrants allen Thrashern, die ihre Berufung irgendwo zwischen Onslaught, Forbidden und Kreator gefunden haben. Den Gesang verglich Schmidt mit dem des Kreator-Sängers Mille Petrozza.

## Diskografie
als Spectre Dragon
- 2002: Under Hell’s Command (Housemaster Records)
- 2005: Beyond Creation (Eigenverlag)

als Lost World Order
- 2008: This Apparatus Must Be Earthed! (Musicaz Records)
- 2009: Marauders (Eigenverlag)
- 2012: Parasites (Good Damn Records)
- 2016: Tyrants (Ragnarök Records)